# Coup d'État de 2017 au Zimbabwe
Le coup d’État de 2017 au Zimbabwe est une opération militaire menée par les généraux Constantino Chiwenga et Sibusiso Moyo, dans la nuit du 14 au 15 novembre 2017, à Harare, la capitale du Zimbabwe, dans le but allégué d'écarter des « criminels » de l'entourage du président du pays, Robert Mugabe, sans toutefois destituer ce dernier. Le coup d’État est suivi le 18 novembre par une grande manifestation pour la démission de Mugabe, la plus grande au Zimbabwe depuis son indépendance en 1980. Après plusieurs jours de pression de la part de l'armée et de son entourage politique, Robert Mugabe démissionne formellement l'après-midi du 21 novembre 2017. Son ancien vice-président Emmerson Mnangagwa devient président le 24 novembre 2017.

## Contexte

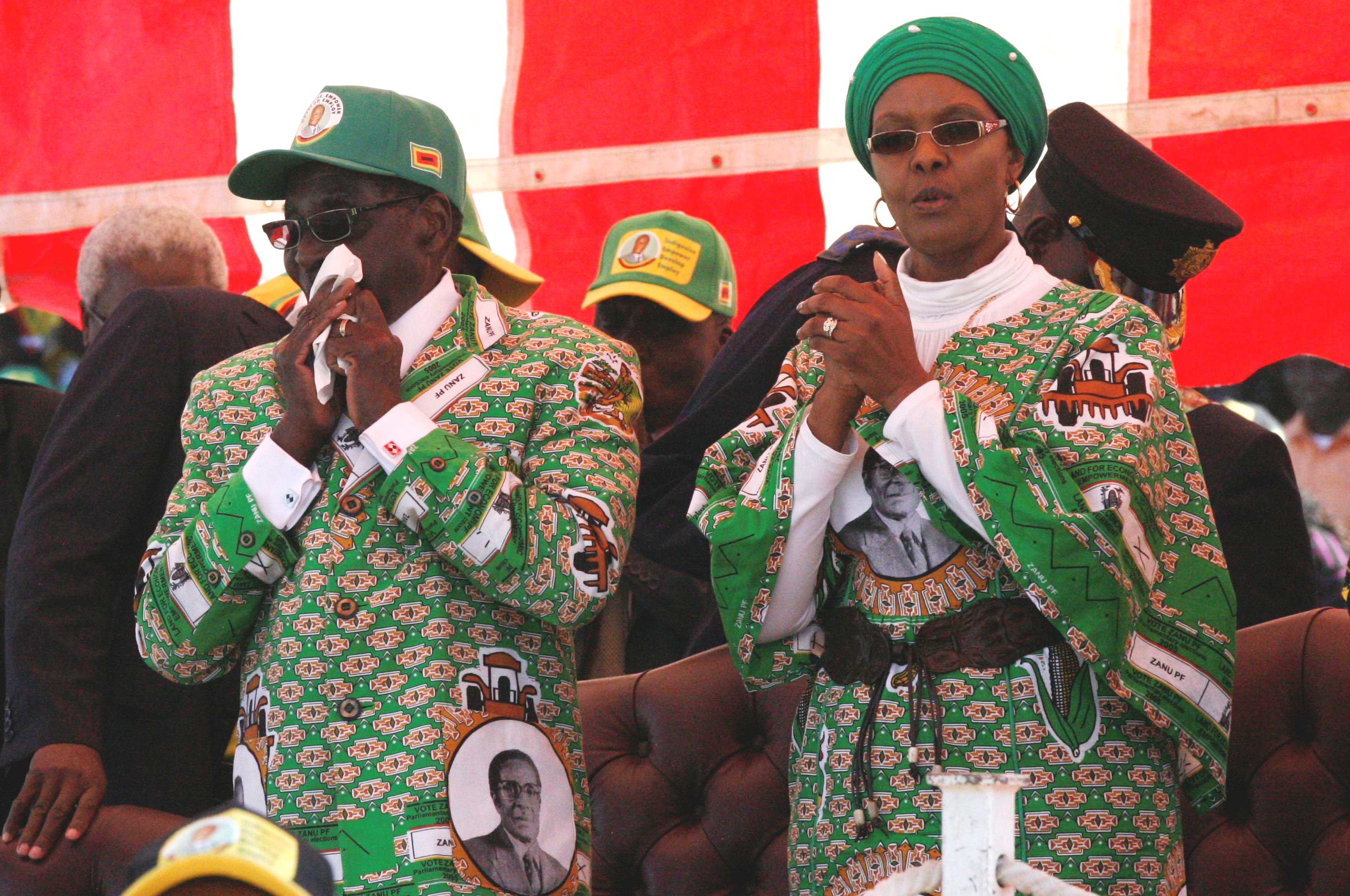
Robert Mugabe et Grace Mugabe en 2013.

Le coup d'État fait suite à des tensions politiques dans l'entourage du président en exercice Robert Mugabe qui ont abouti, au début du mois de novembre 2017, au limogeage du vice-président Emmerson Mnangagwa — ce qui avait fortement irrité le général Chiwenga — et à la tentative, de la part de la « faction G40 », une des factions politiques du clan Mugabe, de le faire remplacer par la première dame Grace Mugabe, pourtant impopulaire en raison de ses goûts de luxe et sa brutalité.
Dix ans plus tôt, le gouvernement de Mugabe a prétendu déjouer une tentative de coup d'État et fait enfermer plusieurs militaires et hauts cadres du pays dans le cadre d'une purge politique.

## Événements

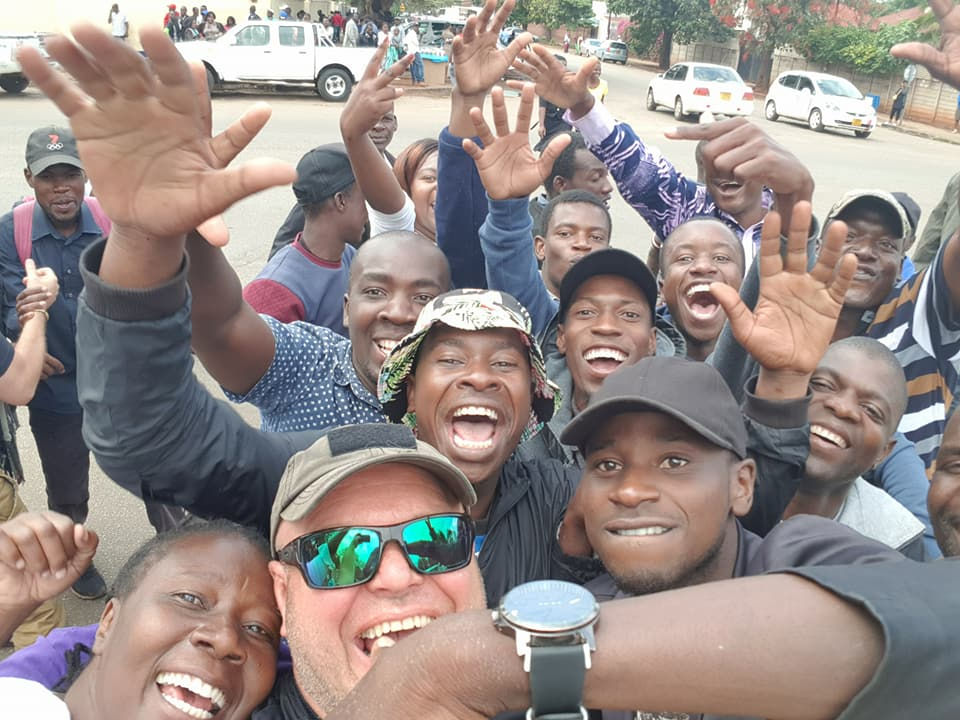
Manifestation le 19 novembre 2017.

Le coup est précédé par des mouvements de chars autour de la capitale dans la journée du 14 novembre,,.
Dans la nuit du 14 au 15, des explosions et des tirs sont entendus aux alentours de la résidence de Robert Mugabe mais pas ailleurs. Des blindés prennent position dans la ville, notamment autour de la résidence des Mugabe, du siège de la radio-télévision nationale, du Parlement, du siège du parti de gouvernement Zanu-PF et des bureaux du gouvernement.
Le mercredi 15 novembre au matin, le général Sibusiso Moyo apparaît à la télévision pour nier qu'un coup d’État est en cours. Il indique avoir arrêté plusieurs membres du gouvernement, qu'il qualifie de « criminels » et les avoir assignés à résidence. Sont ainsi assignés à résidence le président Robert Mugabe, son épouse, la femme politique Grace Mugabe, le ministre des Finances et chef de file de la G40, Ignatius Chombo, le ministre de l’Éducation, Jonathan Moyo, et le ministre du Gouvernement local, Saviour Kasukuwere. Kudzai Chipanga, le président de la Ligue des jeunes du ZANU-PF, qui avait proféré des menaces contre le général Chewinga quelques jours plus tôt, est également interpellé,,,.
Le 15 novembre dans l'après-midi, le président d'Afrique du Sud, Jacob Zuma, annonce l’envoi de ses ministres de la Défense et de la Sécurité d’État au Zimbabwe pour rencontrer les généraux et M. Mugabe.
Le lendemain, alors que l'Armée continue d'interdire l'accès au Parlement, au ministère de la Défense, au quartier général de la police et aux bureaux de la présidence, une réunion des responsables politiques de la « faction Lacoste » a lieu au sein desdits bureaux. La « faction Lacoste » (ainsi nommé selon la marque qui utilise un crocodile en logo ce qui est une référence à Emmerson Mnangagwa surnommé « le Crocodile ») est la faction pro-Mnangagwa au sein du Zanu-PF, qui est, de fait, celle favorisée par le putsch. La réunion porte sur la préparation de l'après-Mugabe, dans l'hypothèse où Robert et Grace Mugabe accepteraient la proposition qui leur est faite de démissionner et de partir en exil en Namibie.
Toutefois, le 16 novembre, Robert Mugabe continue de se considérer comme le seul dirigeant légitime du Zimbabwe et refuse la médiation du prêtre catholique Fidelis Mukonori.
La Communauté de développement d'Afrique australe organise le 16 novembre une réunion d'urgence au Botswana.
Le 16 novembre, Emmerson Mnangagwa, qui avait fui son pays, rentre au Zimbabwe,. Le 17, l'Armée laisse Robert Mugabe sortir de sa résidence pour participer à une cérémonie de remise de diplômes à l'université d'Harare et, surtout, pour participer à des négociations avec les généraux et des ministres sud-africains en mission de médiation,. Mugabe continue de refuser de démissionner de son poste de président du Zimbabwe, tandis le ZANU-PF envisage de lancer une procédure de destitution à son encontre,.
Le 17 novembre, l'ensemble des dix branches provinciales du parti ZANU-PF adoptent une motion lui retirant leur confiance comme chef du parti. Chris Mutsvangwa, l'un des dirigeants de l'association des vétérans de la lutte pour l'indépendance, appelle à une large manifestation le lendemain pour réclamer la démission du président.
Le 18 novembre, des dizaines de milliers de personnes « euphoriques » défilent dans les rues de la capitale, Harare, pour exiger la démission du président et célébrer par avance, dans une atmosphère festive, la fin de sa présidence. Les manifestations sont encouragées ou approuvées à la fois par les Forces de défense du Zimbabwe (les forces armées) et par les instances du parti ZANU-PF. Il s'agit des plus grandes manifestations de l'Histoire du pays depuis son indépendance en 1980. On peut noter que les manifestations ont réuni en même temps des militaires non-gradés, des militants du ZANU-PF et de l'opposition, ainsi que des Zimbabwéens noirs et blancs, ce qui est d'habitude rarissime. Le soir même, le parti ZANU-PF annonce qu'il allait, dès le lendemain 19 novembre, destituer le président de sa tête, et réintégrer Emmerson Mnangagwa, tandis que le président assure être « prêt à mourir ». Enfin, une entrevue entre Mugabe et le chef de l'armée est prévue pour le lendemain.
Le 19 novembre, le comité central du ZANU-PF destitue Robert Mugabe de son poste de président du parti et l'en expulse, puis le remplace à son poste par Emmerson Mnangagwa. La Ligue des Jeunes du ZANU-PF demande également l'expulsion de Grace Mugabe. Le Parlement prévoit de voter une mention de censure le mardi 21 novembre pour démettre Robert Mugabe de son mandat de président du Zimbabwe, s'il n'a pas démissionné d'ici-là. Le jour même, le ZANU-PF désigne Mnangagwa comme candidat à l'élection présidentielle zimbabwéenne de 2018.
Le soir du 19 novembre, Robert Mugabe s'adresse au pays par voie télévisée, en présence d'officiers militaires. L'annonce de sa démission est attendue, mais il refuse de la prononcer, et déclare son intention de présider la conférence du parti ZANU-PF en décembre. Un peu plus tôt, le parti avait exclu Mugabe et son épouse de ses rangs.

Le matin du 21 novembre, Emmerson Mnangagwa a fui le pays car il craignait pour sa vie, et est retourné en Afrique du Sud. Il déclare :
« Des personnes travaillant dans la sécurité, qui ont de l’amitié pour moi, m’ont prévenu qu’il y avait des plans pour m’éliminer une fois arrêté. Il en allait de ma sécurité de quitter le pays immédiatement. J’ai dit au président que je ne rentrerai pas chez moi jusqu’à ce que je sois satisfait de ma sécurité personnelle, à cause de la manière et de la façon dont j’ai été traité quand j’ai été limogé ».
 Par ailleurs, la majorité des ministres refusent de participer au conseil des ministres. Peu après midi, le Parlement ouvre une session pour préparer les travaux de destitution de Robert Mugabe de son titre de président du Zimbabwe. En même temps, plusieurs centaines de personnes manifestent devant le siège du Parlement pour exiger cette destitution. Tandis que Chris Mutsvangwa, le secrétaire de l'association des vétérans de la lutte pour l'indépendance, appelle les manifestants à se diriger vers la résidence privée des Mugabe, le général Chiwenga appelle au contraire au calme. Finalement, Robert Mugabe démissionne dans l'après-midi du 21 novembre 2017. Il aurait accepté de démissionner en échange de l'immunité.
L'annonce de la démission est faite via une lettre lue devant le Parlement par le président de la chambre Jacob Mudenda. L'assistance au Parlement éclate de joie après la lecture de la lettre. Des manifestations de joie ont aussi lieu dans les rues d'Harare jusque dans la nuit. Dans le centre de conférences d'Harare, des personnes sont acclamées pendant qu'elles retirent un portrait de Robert Mugabe pour le remplacer par celui d'Emmerson Mgangawa.

## Réactions

### Nationales

#### Réaction aux opérations militaires
L'ancien Premier ministre et opposant Morgan Tsvangirai, appelle à la démission de Mugabe.
Chris Mutsvangwa, l'un des dirigeants de l'association des vétérans de la lutte pour l'indépendance, appelle à une large manifestation le lendemain pour réclamer la démission du président.

#### Réactions à la démission de Robert Mugabe
Le général Chiwenga invite la population « à faire preuve de la plus grande retenue et à pleinement respecter la loi et l'ordre ».
Morgan Tsvangirai, le chef du Mouvement pour le changement démocratique, principal parti d'opposition, annonce espérer pouvoir travailler avec Mgangawa à l'avenir du pays.
Emmerson Mnangagwa retourne au pays le 22 novembre. Il déclare qu'« aujourd'hui, nous voyons naître une nouvelle démocratie ».

### Internationales

#### Réactions aux opérations militaires
- Union africaine : Alpha Condé, le président de l'Union africaine, dénonce « ce qui apparaît comme un coup d’État » et exige « immédiatement le rétablissement de l’ordre constitutionnel »[9].

- Côte d'Ivoire : Le président ivoirien Alassane Ouattara estime que « il est temps que Robert Mugabe cède son fauteuil à une nouvelle génération », ajoutant qu'« il faut que le président Mugabe puisse quitter ses fonctions dans la dignité »[34].

#### Réactions à la démission de Robert Mugabe
- Union africaine : Alpha Condé, président de l'Union africaine : « il aurait été dommage que Mugabe sorte par la petite porte », estime-t-il, louant « une décision politique qui respecte la Constitution et sauvegarde la dignité de Monsieur Mugabe »[28]. Moussa Faki Mahamat, président de l'exécutif de l'Union africaine (à ne pas confondre avec Alpha Condé qui est le président tout court de l'Union africaine) déclare dans un communiqué que son organisation « reconnaît que le peuple zimbabwéen a exprimé le souhait d’un transfert de pouvoir pacifique de telle sorte que l’avenir démocratique du pays soit sauvegardé », et que la décision de M. Mugabe « restera dans l’histoire comme l’acte d’un véritable homme d’Etat, qui ne peut que renforcer l’héritage politique du président Mugabe (...) On se souviendra du président Mugabe comme d’un audacieux combattant de la libération panafricaniste » et que l’Union africaine est prête à apporter « son soutien entier au peuple du Zimbabwe et à ses dirigeants dans la période à venir »[35].

- Royaume-Uni : La Première ministre britannique Theresa May a salué son départ, estimant que cela « offre au Zimbabwe l'opportunité de se forger une nouvelle voie, libre de l'oppression qui a caractérisé son pouvoir »[28]. Elle a ajouté que le peuple zimbabwéen avait montré qu’il souhaitait « des élections libres et équitables et la possibilité de reconstruire l’économie du pays ». Elle a affirmé que le Royaume-Uni – ancienne puissance coloniale – « aiderait le pays à construire l’avenir qu’il mérite ». Boris Johnson, le ministre des Affaires étrangères britannique a déclaré que la démission de M. Mugabe constitue un tournant et ouvrira la voie à « des élections démocratiques libres et justes et surtout pas une transition d’un règne despotique vers un autre ». Boris Johnson est revenu sur le rôle de Robert Mugabe qui a joué un rôle majeur dans la fondation d’un Zimbabwe indépendant, mais qui a « dilapidé cet héritage et ruiné son pays ». Quant au sort de Robert Mugabe et sa femme, le ministre estime que « c’est au peuple du Zimbabwe de décider »[35].

- Amnesty International : Salil Shetty, le secrétaire général d'Amnesty International déclare que le peuple du Zimbabwe méritait mieux « après plus de trois décennies de répression violente »[35].

- États-Unis : L'ambassade des États-Unis au Zimbabwe déclare que la démission de Mugabe « marquait un moment historique » pour le pays, félicite tous les Zimbabwéens qui ont fait entendre leur voix, appelle « à des élections libres et justes » et rappelle la nécessité du « respect inébranlable de l’État de droit ». La porte-parole du département d’État américain, Heather Nauert, a par ailleurs affirmé que le peuple du Zimbabwe voulait une « nouvelle ère » et la fin de l’isolement international. Elle a demandé des « élections libres et équitables » et le « respect de la règle de droit et des pratiques démocratiques ». Le département d’État refuse en revanche de qualifier « de coup d’État » le processus qui a mené au départ de Robert Mugabe, relevant que le chef de l’État a démissionné après une procédure de destitution[35].

- ONU : António Guterres, secrétaire général de l'Organisation des Nations unies, appelle à « conserver leur calme et leur retenue.(...) Le secrétaire général et ses prédécesseurs ont clairement indiqué qu’ils attendaient de tous les dirigeants qu’ils écoutent leur peuple. C’est la pierre angulaire de toute forme de gouvernement et elle doit être suivie sur tous les continents et dans toutes les nations. »[35]

- Chine : Lu Kang, un porte-parole du Ministère des Affaires étrangères chinois, déclare que « La Chine respecte la décision de M. Mugabe de démissionner (...) il rest[ait] un bon ami du peuple chinois. »[35]

## Conséquences
Le soir du 21 novembre 2017, Emmerson Mnangagwa est désigné président et doit initialement prêter serment dans les deux jours. Finalement, il prête serment le 24 novembre, jusqu'à l'élection présidentielle zimbabwéenne de 2018. À ce moment, il sera alors le candidat du Zanu-PF, et donc le candidat favori à sa propre succession.
Le 24 novembre 2017, Emmerson Mnangagwa prête serment au National Sport Stadium rempli de dizaines de milliers de personnes - le stade ayant une capacité d'accueil de 60 000 places. Sont aussi présents les présidents du Mozambique, du Botswana, de Zambie et de Namibie, et le secrétaire d’État chargé du Développement du Royaume-Uni ; mais pas le Sud-Africain Jacob Zuma, retenu à Pretoria avec l’Angolais João Lourenço. Robert et Grace Mugabe ne viennent pas à la cérémonie, sur accord commun avec Mnangagwa. Morgan Tsvangirai, le chef du Mouvement pour le changement démocratique, parti d'opposition à Mugabe et Mnangagwa, n'est pas convié non plus.
Le 25 novembre 2017, la justice zimbabwéenne déclare constitutionnel le coup d'État et annule rétroactivement le limogeage d'Emmerson Mnangagwa de son poste de premier vice-président.
Durant sa prestation de serment, Mnangagwa avait promis de rompre avec l'ancien régime, mais continuait de reconnaître Mugabe comme le « père de la nation » et appelait le Zimbabwe à reconnaître « son immense contribution à la construction ». En conséquence, le 27 novembre 2017, Mnangagwa fait du 21 février, jour de l'anniversaire de Robert Mugabe, un jour férié appelé « Journée de la jeunesse Robert Gabriel Mugabe ».
Constantino Chiwanga prend sa retraite et quitte l'Armée le 20 décembre 2017. Le général Philip Valerio Sibanda est alors promu commandant de l'Armée nationale pour le remplacer. Le 23 décembre, le nouveau président Emmerson Mnangagwa nomme Chiwanga comme vice-président du ZANU-PF, ce parti étant toujours au pouvoir. Le parti ayant deux postes de vice-présidents, l'autre poste est confié le même jour l'ex-ministre de la Sécurité intérieure longtemps en poste sous Mugabe, Kembo Mohadi.